# Trichura grandis
Trichura grandis là một loài bướm đêm thuộc phân họ Arctiinae, họ Erebidae.